# Casa Grande (Pinhel)

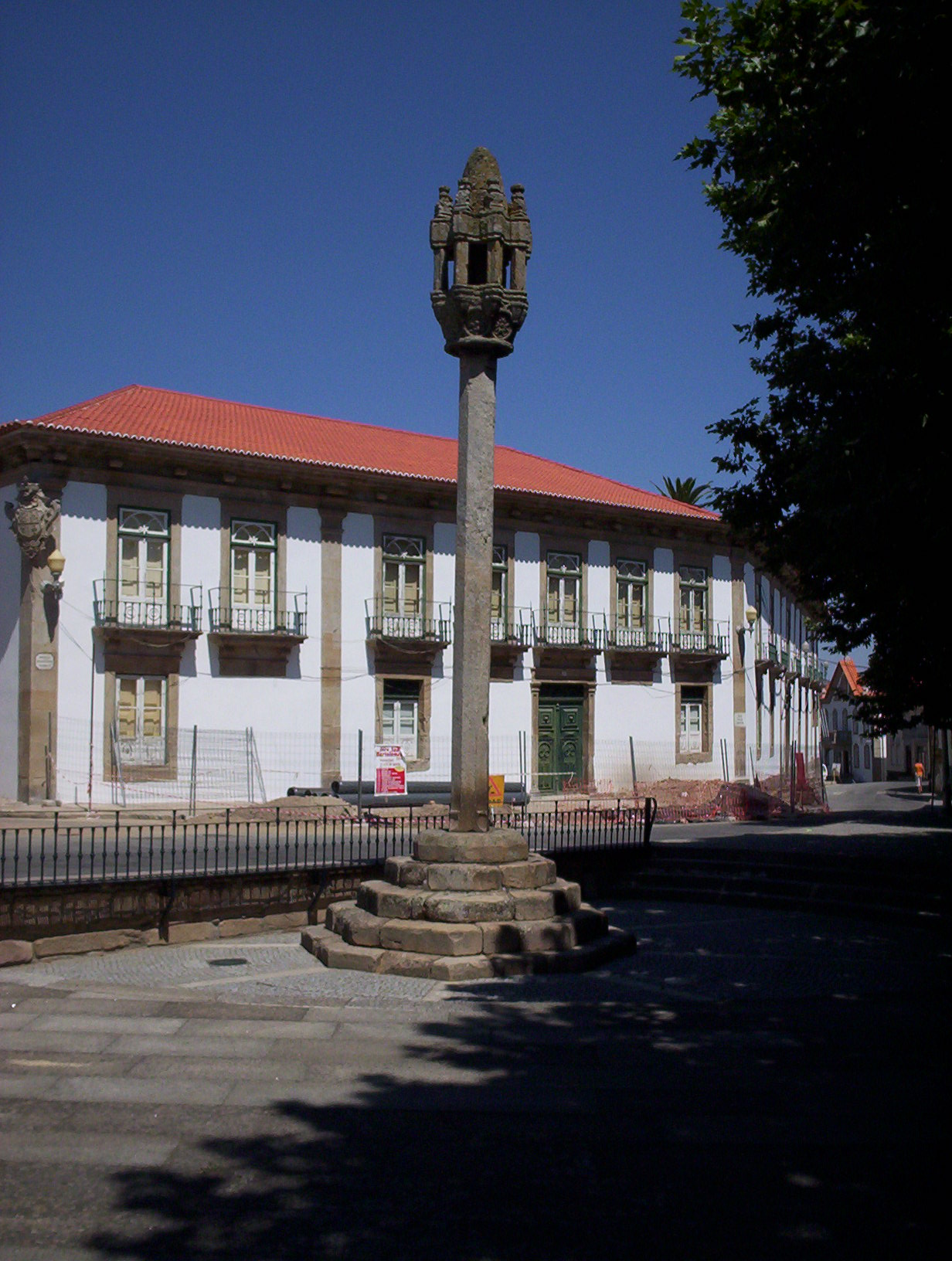
Pelourinho de Pinhel, em frente à Casa Grande.

A Casa Grande, ou antigo Solar dos Antas e Meneses,  localiza-se na Praça de Sacadura Cabral, na cidade de Pinhel, em frente ao Pelourinho.
Foi até recentemente a Câmara Municipal de Pinhel, a qual foi transferida para instalações provisórias de modo a serem realizadas obras no interior deste edifício, que previsivelmente não voltará a desempenhar a anterior função municipal.
A sua construção remonta ao princípio do século XVIII. Mais tarde foi comprada pelo 1.º Visconde de Pinhel e 1.º Conde de Pinhel.
A Casa Grande foi classificado como Imóvel de Interesse Municipal em 1982.